# Warren Cup
De Warren Cup (Nederlands: Warren Beker) is een zilveren drinkbeker gedecoreerd in reliëf met twee afbeeldingen van mannelijke homoseksuele handelingen. De beker werd in 1999 door het British Museum aangekocht voor £1.800.000, wat het de duurste enkele aankoop door het museum op dat moment maakte. De beker uit het Romeinse Rijk wordt gedateerd in de Julisch-Claudische dynastie (1e eeuw na Christus), maar er zijn twijfels gerezen over de authenticiteit ervan.
De beker is vernoemd naar de eerste moderne eigenaar, Edward Perry Warren.